# Merodon albifrons
Merodon albifrons är en tvåvingeart som beskrevs av Johann Wilhelm Meigen 1822. Merodon albifrons ingår i släktet narcissblomflugor, och familjen blomflugor. Inga underarter finns listade i Catalogue of Life.